# Ян Томаш Замойський
Ян Томаш Замойський (12 червня 1912, Клеменсов — 29 червня 2002, Варшава) — польський землевласник і політичний діяч. У 1939–1944 роках він був шістнадцятим і останнім адміністратором Замойської ординації. Сенатор другого терміну в 1991–1993 роках, президент Національної демократичної партії в 1991–1998 роках. Кавалер ордена Білого Орла.

## Життєпис
Походив з роду Замойських гербу Єліта. Він був сином Мавриція Клеменса Замойського, політика та п'ятнадцятого адміністратора, та Марії Ружі, уродженої Сапєги.
У 1931–1932 рр. проходив військову службу в кавалерійській юнкерській школі в Грудзьондзі. У 1935 році закінчив Торгово-економічний інститут у Нансі. У 1937 році отримав напівдиплом і закінчив Варшавську школу економіки. Брав участь у вересневій кампанії в лавах 3-ї піхотної дивізії легіонів. З 1940 року належав до Союзу збройної боротьби. Згодом вступив до Армії Крайової. Також був учасником підпільної організації «Управа», яка збирала кошти для підпілля. Під час пацифікації Замойського краю разом із дружиною Розою врятував із нацистського табору у Звежинці 460 дітей, відібраних у матерів. Він створив 4 лікарні для 1500 хворих дітей, і в цю справу втрутився Оділ Глобочник, командир СС у Люблінському окрузі.
Внаслідок повоєнної аграрної реформи був позбавлений власності. Після короткого перебування у в'язниці в Кельцах він оселився в Померанії. У січні 1949 р. заарештований і засуджений на 10 років позбавлення волі. Був ув'язнений у Вронках, звідки був звільнений у середині 1956 року. У 1957 році був юридично реабілітований. Починав працювати журналістом у журналі «Rynki Zagraniczne». Пізніше став керівником представництва в Польщі авіакомпанії Swissair (працював там до 1981 року).
Активно діяв у Товаристві друзів Замостя, заснованому у Варшаві; Завдяки зусиллям цієї організації у 1975 році Сейм ПНР прийняв акт про реконструкцію комплексу Старого міста. У 1985–1997 роках був президентом Варшавського гуртка мешканців Замостя та сприяв включенню Старого міста Замостя до Списку всесвітньої спадщини ЮНЕСКО у 1992 році. Власним коштом у 1987 році заснував Музей сакрального мистецтва фундації родини Замойських при Замойському колегіаті.
У 1991 році він став президентом Національної демократичної партії, яку обіймав до 1998 року. На парламентських виборах 1991 року був обраний сенатором другого терміну в Замойському воєводстві від Крайової виборчої комісії ; на першому зборі виконував обов'язки старшого маршала. Засідав у парламентському клубі ХНС. Працював у Комітеті народного господарства та Комітеті культури, медіа та освіти. 1992 року його ім'я з'явилося на т. зв Список Мацеревича. На парламентських виборах 1993 року невдало балотувався на переобрання від Позапартійного блоку підтримки реформ.
У 1991 році Роберт Яроцький опублікував інтерв'ю з Яном Замойським під назвою «Останній ординат. Зустрічі та розмови з Яном Замойським».
Похований у родинному склепі в соборі Воскресіння і св. Апостола Томи в Замості.

## Нагороди, відзнаки та відзначення
У 1995 році на знак визнання його видатних заслуг перед Республікою Польща президент Республіки Польща Лех Валенса нагородив його орденом Білого Орла.
Удостоєний звання почесного громадянина: Янова Любельського (1990) та Замостя (1996).
Він став патроном неповної середньої школи № 2 у Замості.

## Особисте життя
Чоловік Ружі, уродженої Жолтовської. Він був батьком Марціна Замойського, Габріели Богуславської, Ельжбети Дашевської, Марії Понінської та Агнешки Рожновської.